# Souriau (entreprise)
Souriau est une entreprise française affiliée au groupe international Souriau-Sunbank Connection Technologies dont le siège est basé en France. Créée en 1917, elle est spécialisée dans la conception, la fabrication et la commercialisation de solutions de connectique pour des environnements sévères ou extrêmes, ainsi que des applications sensibles.

## Histoire
Paul-Adolphe Souriau crée en 1917 une entreprise qui répare des bobines d'allumage pour l'automobile à Boulogne-Billancourt. 
En 1942, le premier connecteur circulaire à verrouillage à baïonnettes à destination de l'aviation est introduit. 
En 1989, Souriau rejoint le groupe Framatome. 
En 2003, le fonds d'investissement Axa Private Equity devient actionnaire majoritaire de Souriau. 
En 2006, Le groupe Sagard reprend l'entreprise et fait l’acquisition en 2007 de la société nord-américaine Pacific Aerospace & Electronics. 
En 2011 la société est achetée par Esterline Technologies. 
Depuis le 20 décembre 2019, Souriau est une filiale de la société américaine Eaton (cotée en bourse), spécialiste des systèmes électriques et hydrauliques. 

## Marchés
Souriau conçoit et produit des solutions de connectique : du connecteur standard répondant à des spécifications nationales ou internationales, à des systèmes complexes de connecteurs, raccords et conduits, et cela dans trois principaux domaines :

### Aérospatial / Aéronautique
L’entreprise française fournit plusieurs grands équipementiers de l’aéronautique depuis presque 100 ans tels que Airbus mais également des avionneurs américains dont Boeing, Gulfstream et Sikorsky. Ce domaine est considéré comme le cœur de métier de l’entreprise. Étant un des quatre fournisseurs de connecteurs qualifiés à fournir des pièces pour l’aviation civile et militaire, Souriau reste toutefois la plus petite des quatre en chiffre d’affaires[réf. nécessaire].

### Défense / Espace
Les normes aéronautiques étant majoritairement dérivées des normes militaires, Souriau fournit les équipementiers fournissant des programmes de défense et spatiaux pour de nombreuses applications allant de l’armement aux communications et satellites. La spécialisation dans les environnements extrêmes de niche fait que l’entreprise possède un portefeuille très large et varié de produits, qui sont pour la plupart produits en petite quantité.[réf. nécessaire]

### Industrie
Souriau propose également des solutions d’interconnexion pour l’industrie au sens très large, avec une position de leader sur des marchés tels que le nucléaire civil ou le sport automobile.

## Localisation
Le groupe emploie environ 3 200 salariés, sur différents continents et dans différents pays.

## Clients importants
- Airbus (A380, A350, A400M)[17]
- Boeing (futur 787)[18]